# ビジャフランカ・デル・ビエルソ

ビジャフランカ・デル・ビエルソ（Villafranca del Bierzo、ガリシア語：Vilafranca do Bierzo）は、スペイン、カスティーリャ・イ・レオン州、レオン県、エル・ビエルソ（El Bierzo）地域の自治体で、ガリシア語が話されている。

## 歴史
この地について最も古い記録は、791年ベルムード1世の時代のことで、ガリシアへの再侵入をもくろむイスラム教徒軍とアストゥリアス王のキリスト教徒軍との間で行われた戦闘の地としてである。ブルビア（Burbia）は解放したものの、軍勢は戦闘で壊滅し、王位は甥のアルフォンソ2世に譲られた。
813年のアポストル・サンティアゴの墓の発見後、サンティアゴ・デ・コンポステーラへの巡礼が始まってからは、危険を伴うサンティアゴ巡礼路を行き交う巡礼者をサポートするための、特権を付与された場所の創設が必要とされ、ブルビア川、バルカルセ川とバルボリーニャ川に架かる橋、峠道とともにバルカルセ川の狭い谷の手前に、建設されたとカリクストゥス写本には記されている。

## 人口
| ビジャフランカ・デル・ビエルソの人口推移 1900－2010     |
|                                                         |
| 出典:INE（スペイン国立統計局）1900年 - 1991年、1996年 - |

## 政治
自治体首長はカスティーリャ・イ・レオン社会党（Partido Socialista de Castilla y León）のコンセプション・ロペス・ブランコ（Concepción López Blanco）で、自治体評議員はカスティーリャ・イ・レオン国民党（Partido Popular de Castilla y León、PPCyL）：5、カスティーリャ・イ・レオン社会党：5、MASS：1となっている（2011年5月22日の自治体選挙結果、得票順）。
| 1999年6月13日自治体選挙 |        |        |          |
| 政党                    | 得票数 | 得票率 | 獲得議席 |
| PP                      | 1,370  | 52.15% | 6        |
| PSOE                    | 1,078  | 41.04% | 5        |
| IU                      | 124    | 4.72%  | 0        |
| PB                      | 14     | 0.53%  | 0        |

| 2003年5月25日自治体選挙 |        |        |          |
| 政党                    | 得票数 | 得票率 | 獲得議席 |
| PP                      | 1,137  | 44.59% | 5        |
| PSOE                    | 992    | 38.90% | 5        |
| UPL                     | 299    | 11.73% | 1        |
| IU                      | 93     | 3.65%  | 0        |
| PB                      | 18     | 0.71%  | 0        |

| 2007年5月27日自治体選挙 |        |        |          |
| 政党                    | 得票数 | 得票率 | 獲得議席 |
| PSOE                    | 1,050  | 44.10% | 5        |
| PP                      | 1,034  | 43.43% | 5        |
| MASUPL                  | 251    | 10.54% | 1        |

| 2011年5月22日自治体選挙 |        |        |          |
| 政党                    | 得票数 | 得票率 | 獲得議席 |
| PP                      | 937    | 43.16% | 5        |
| PSOE                    | 784    | 36.11% | 5        |
| MASS                    | 229    | 10.55% | 1        |
| PB                      | 144    | 6.63%  | 0        |
| UPL                     | 33     | 1.52%  | 0        |

### 司法行政
ビジャフランカ・デル・ビエルソはポンフェラーダ司法管轄区に属す。